# Une étoile de cinéma
Pour plus de détails, voir Fiche technique et Distribution.
Une étoile de cinéma est un film français de René Plaissetty, sorti en 1919. 

## Synopsis
Un banquier fait la connaissance d'une vedette de cinéma. Il se méprend sur elle. En effet, elle se refuse à lui malgré ses efforts pour la conquérir. La vedette de cinéma aspire à un amour totalement pur. Cependant, elle l'obtiendra mais avec la mort du banquier que ses spéculations ont conduit à la ruine. Alors elle entreprend d'effacer discrètement les dettes du banquier, grâce à l'aide d'un vieil ami. Finalement, elle tombera amoureuse du fils de son soupirant malheureux.

## Fiche technique
- Réalisation : René Plaissetty
- Photographie : René Gaveau
- Pays : France
- Format : Noir et blanc - Muet
- Genre : Court métrage dramatique
- Année de sortie : 1919

## Distribution
- Germaine Dermoz : Mme Darfeuilles
- Georges Mauloy : Darfeuilles
- Maurice Lagrenée : René Darfeuilles
- Suzanne Le Bret : Rosine Gérard
- Numès Armand : Laroche